# Receptory śmierci
Receptory śmierci – potoczna nazwa występujących na powierzchni komórek białek, takich jak: Fas, receptor dla TNF-α lub receptor DR, których wspólną cechą jest transdukcja sygnału powodującego uruchomienie kaskady kaspaz i apoptozę.

Przeczytaj ostrzeżenie dotyczące informacji medycznych i pokrewnych zamieszczonych w Wikipedii.